# Honorat Verdaguer
Honorat Verdaguer (Elx, segle xviii - Tortosa, segle XIX) va ser un organista i compositor valencià.
Fou mestre de capella d'Elx (ho era el 1815), des d'on es traslladà per assumir el magisteri de capella de la catedral de Girona el 12 d'agost de 1816, on va romandre fins al 1819. La seva estada a Girona fou molt problemàtica, va tenir múltiples conflictes tant amb els membres de l'escolania com amb la comunitat de beneficiats. Arran d'aquests conflictes fou expulsat del magisteri gironí i es traslladà a la catedral de Tortosa, població on finalment traspassà.

## Obra
Una part del seu repertori compositiu es conserva al fons musical SEO (Fons de l'església parroquial de Sant Esteve d'Olot), amb alguns esborranys datats entre 1813 i 1820.
Selecció
- Alma Redemptoris, antífona per a 4 v i orq. Do M; Ti, C, T, Basso; Cl 1/2, Corno 1/2, Vl 1/2, Ac. 1813.
- Contradanzas, Re M; Vl 1. Primer terç s. XIX.
- Coro. Viva, viva el pan divino, a 4 v i orq. Re M; Tible, A, T, B; Fl 1/2, Corno 1/2, Vl 1/2, Ac. Darrer quart s. XVIII.
- Gozos â nuestro glorioso Patriarque San Josef â toda Orquesta, 5 v i orq. Mi b M; Ti 1/2, C, T, B; Fg 1/2, Corno 1/2, Vl 1/2, Ac (Pues sois santo sin igual...) Primer terç s. XIX.
- Letrilla a 3 para las buenas fiestas de Navidad del Señor de 1819, Sol M; Tible 1/2/3; B o Viguela (Ya que hoy a nacido nuestro niño Dios...)
- Magnificat anima mea Dominum, per a 4 v. i orq. Re M; Ti, C, T, Baxo; Cl 1/2, Corno 1/2, Vl 1/2, Ac, Org. Primer terç s. XIX
- Misa á 4 v con violines, Re M; Ti, Quantralto, T, Baxa; Ob 1/2, Corno 1/2, Vl 1/2, Ac (Kyrie eleison...) Primer quart s. XIX.
- Missa de Requiem para los Aniversarios Solemnes, rèquiem per a 4 v i instr. Fa M (v), Mi b M (instr); Ti, C, T, B; Fl 1/2, Ac (Requiem aeternam...) 1820.[1]
- Motete â duo Ego sum panis vivus, a 2 v i orq. Fa M; Ti 1/2; Ob 1/2, Corno 1/2, Vl 1/2, Ac (Ego sum panis...) 1816.
- Recitado y Aria de tenor ô tiple con un coro â la Santissima Virgen de la Cinta, ària per a 1 v, cor i orq. Do M; T; Vl 1/2, Corno 1/2, Cb, Org (Cristianos inflamados...) 1820.
- Recitado y Aria para el Santissimo Sacramto. O christi vera charitas, ària per a 1 v i orq. Re M; Ti; Ob 1/2, Tpa 1/2, Vl 1/2, Ac C, Org. Primer quart s. XIX
- Responsorio 1mo del 2do Nocturno, per a 9 v. i orq. Mi b M; I Cor: Ti 1/2, C, T, B; II Cor: Ti, C, T, B; Ob 1/2, Tpa 1/2, Vl 1/2, Ac (Caenantibus illis...) 1818.
- Responsorio Repleti sunt omnes Spiritu Sancto, per a 8v. i orq. Re M; I Cor: [Ti, A, T, B]; II Cor: [Ti, A, T, B]; Fl 1/2, Tpa 1/2, Vl 1/2, Ac. 1819.
- Responsorio Vidi speciosam, per a 8 v. i orq. Mi b M; I Cor: Ti, A, T, Baxo; II Cor: Ti, A, T, Baxo; Fg 1/2, Corno 1/2, Vl 1/2, Ac. 1819.
- Rosario á 4 vozes, Sol M; Ti 1/2, A, Baxo; Fl o Cl 1/2, Vl 1/2, Ac (Pare Nostre...) primer quart s. XIX.
- Villancico, responsori per a 4 v. i instr. Si b M; Ti, A, T, Baxo; Corno 1/2, Vl 1/2, Ac (Accepit Jesus calicem...) 1815.
- Villancico, villancet. Fa M; I Cor: Ti 1/2; II Cor: A, T, B; Flí o Fl, Tpa 1/2, Vl 1/2, Bajo (Vamos, vamos de la aurora pastorcillos...) 1815.
- Villancico de Nabidad del Señor, per a 9 v. i orq. Re M; I Cor: Tiple 1/2, A, T, Baxo; II Cor: Ti, A, T, Baxo; Fl 1/2, Tpa 1/2, Vl 1/2, Ac (Al Dios de la hermosura...) 1818.